# Эзофагоманометрия
Эзофа́гоманометри́я (от др.-греч. οἰσο-φάγος — пищевод + др.-греч. μάνωσις — разрежение + др.-греч. μέτρον — мера, измеритель) или Манометри́я пищево́да — диагностическое исследование, которое позволяет оценить сократительную активность пищевода, скоординированность его перистальтики с работой нижнего и верхнего пищеводных сфинктеров (НПС и ВПС).
Манометрия пищевода используется в качестве диагностической процедуры при болезнях пищевода, выполняется с помощью многоканального водно-перфузионного катетера, с помощью которого измеряется давление внутри просвета пищевода.
В просвет пищевода катетеры вводятся перорально (через рот) или трансназально (через нос).
Первые манометрические исследования пищевода человека были сделаны Гуго Кронекером и Самуэлем Мельцером в 1883 году.

## Принцип действия водно-перфузионного катетера

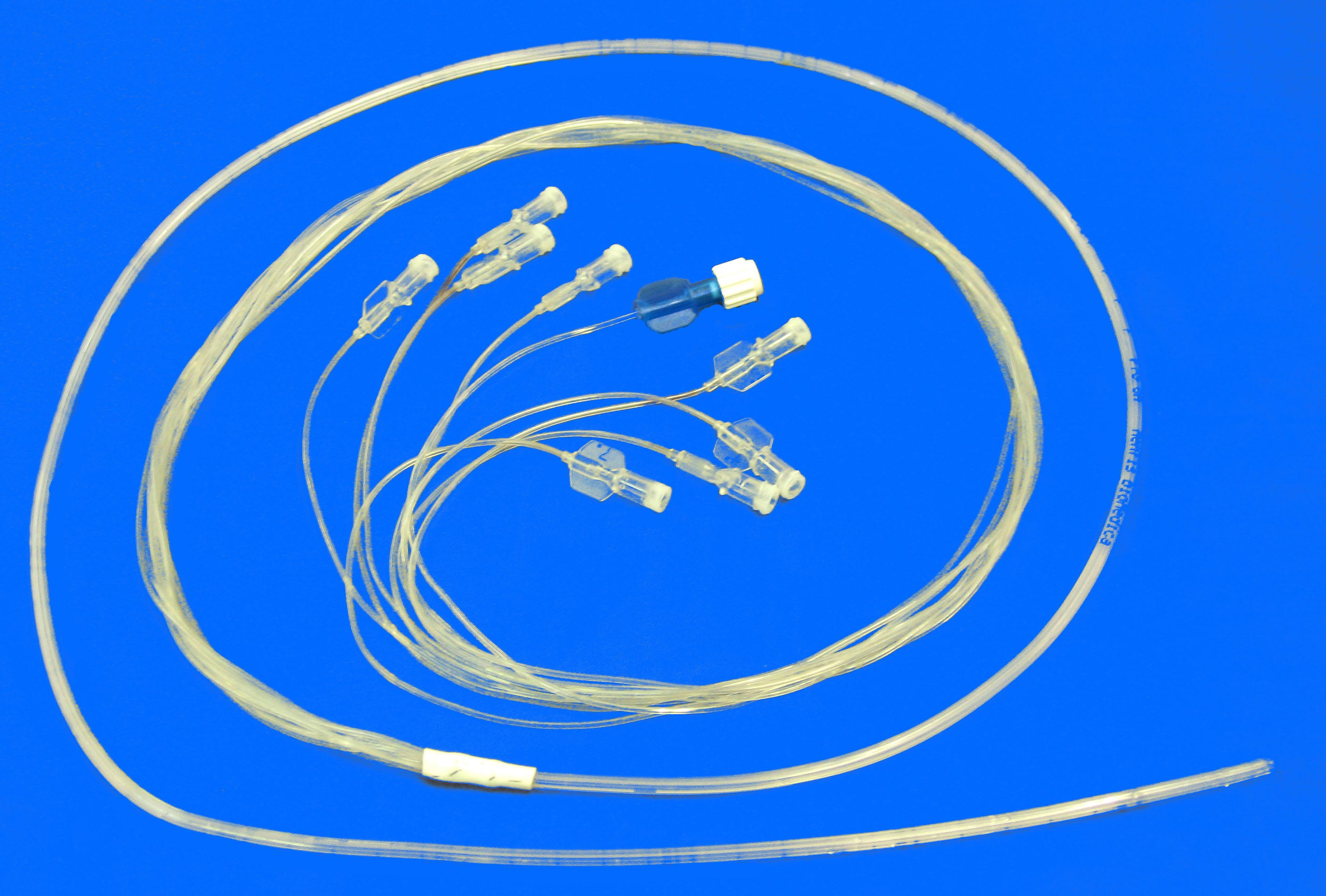
9-ти канальный водно-перфузионный катетер для эзофагеальной и фарингеальной манометрии

Принцип работы водно-перфузионного катетера заключается в том, что в нём имеются капилляры, открывающиеся в определенных точках на поверхности катетера (порты). Каждый капилляр соединен с внешним датчиком давления и водяной помпой, которая подает внутрь капилляра воду со скоростью 0,5 мл/мин. Изменение давления в районе порта капилляра через столб воды передается на датчик давления и далее в регистрирующее устройство для графического отображения. Наиболее часто используется катетер с четырьмя или восемью капиллярами.

## Показания для манометрии
Эзофагоманометрия проводится у пациентов с симптомами, которые указывают на их связь с патологией пищевода, такими как диспепсия, дисфагия, одинофагия, некоронарный болевой синдром в груди. Кроме того, манометрическое исследование показано пациентам перед проведением антирефлюксных операций и для оценки вовлечённости пищевода в системные заболевания, такие как склеродермия, хроническая идиопатическая псевдообструкция (Таблица 1).
Таблица 1.
Основные клинические показания для манометрии пищевода
| Исследование пациентов с диспепсией                                        | Аномалии верхнего пищеводного сфинктера и глотки Первичные расстройства моторики пищевода (ахалазия кардии, пищевод-щелкунчик, диффузный спазм пищевода, гипертонус нижнего пищеводного сфинктера) |
| Исследование пациентов с возможной гастроэзофагеальной рефлюксной болезнью | Помощь в определении положения рН-зонда Исследование давления нижнего пищеводного сфинктера Оценка дефектов перистальтики (особенно перед фундопликацией (от лат. fundus ventriculi)               |
| Исследование пациентов с некардиальным болевым синдромом в груди           | Первичные расстройства моторики пищевода Болевой ответ на провокационные тесты |
| Оценка возможного вовлечения пищевода при системных заболеваниях           | Склеродермия Хроническая идиопатическая кишечная псевдообструкция сахарный диабет |
| Исключение пищеводной этиологии при подозрении на нервную анорексию        | |

## Противопоказания для манометрии
Противопоказаниями к манометрии, как и в других зондовых процедурах, являются:
- острые деструктивные эзофагиты,
- аневризма аорты,
- упорный кашель и рвота,
- общее тяжёлое состояние и т. д.

## Манометриянижнего пищеводного сфинктера
При манометрии НПС измеряют давление покоя и оценивают его расслабление в процессе глотания небольшого количества воды (процент расслабления, остаточное давление, длительность расслабления). Кроме того, определяют расположение НПС (расстояние до НПС от входа в наружный носовой проход) и общую длину НПС. Нормальные величины этих параметров приведены в табл. 2.
Нормальные величины при исследовании НПС. Таблица 2
| Параметр                      | Норма           |  |
| Давление покоя НПС            | 6-25 мм рт.ст.  |  |
| ----------------------------- | --------------- |  |
| в конце вдоха                 | 40±13 мм рт.ст. |  |
| среднее                       | 24±10 мм рт.ст. |  |
| в конце выдоха                | 15±11 мм рт.ст. |  |
| Длительность расслабления НПС | 5-12 с          |  |
| Расслабление НПС              | Более 90 %      |  |
| Общая длина                   | 20-40 мм        |  |
| Расположение                  | 38-48 см        |  |

Давление покоя НПС — точка наивысшего давления НПС, выявляемая при проведении манометрии.
Оценка расслабления НПС — это исследование принято проводить в процессе глотания 5 мл воды комнатной температуры, так как «сухой глоток» не вызывает достаточного расслабления НПС. После глотания давление НПС обычно снижается примерно до уровня базового давления желудка с последующим подъёмом.
При этом оценивается:
- длительность расслабления.
- процент расслабления — оценивается % снижения давления НПС при расслаблении относительно уровня НПС в покое, составляющего 100 %.
- остаточное давление (разница между наименьшим достигнутым в процессе расслабления давлением и базовым давлением желудка). Остаточное давление считается лучшим индикатором функции НПС, чем процент расслабления, поскольку он не зависит от уровня давления НПС в покое. В норме остаточное давление должно быть 8 мм рт. ст. и ниже.

## Манометрия тела пищевода
Манометрия тела пищевода предусматривает измерение амплитуды, длительности и скорости сокращений.
Амплитуда показывает, насколько тесно мышцы пищевода сжимаются в процессе сокращений. Длительность указывает, как долго мышцы пищевода сжаты в процессе сокращения. Скорость характеризует распространение сокращения вниз по пищеводу. Нормальные показатели моторики пищевода приведены в табл. 3.
Нормальные показатели моторики пищевода. Таблица 3
| Точка записи        | Влажный глоток       | Влажный глоток  | Влажный глоток |
| Точка записи        | Амплитуда, мм рт.ст. | Длительность, с | Скорость, см/с |
| 18 см выше НПС      | 62±29                | 2,9±0,8         |                |
| 13 см выше НПС      | 70±32                | 3,5±0,7         |                |
| 8 см выше НПС       | 90±41                | 3,9±0,9         |                |
| 3 см выше НПС       | 109±45               | 4,0±1,1         |                |
| Средняя треть       | 99±40                | 3,9±0,9         |                |
| Проксимальный отдел |                      |                 | 3,0±0,6        |
| Дистальный отдел    |                      |                 | 3,5±0,9        |

Вся процедура исследования занимает 20-30 минут.
Клиническое значение манометрии пищевода заключается в точном подтверждении диагнозов, связанных с нарушением моторики пищевода, которые первоначально могут быть предположены с помощью анамнеза, эзофагоскопии и др. методами. Проведение манометрии пищевода имеет принципиальное значение при планировании антирефлюксных хирургических операций и контроля качества после их проведения.

## Манометрияверхнего пищеводного сфинктера
Манометрия верхнего пищеводного сфинктера подобно манометрии НПС предусматривает определение:
- определение давления покоя;
- расслабление (% расслабления);
- длительное расслабление.

Подобно НПС верхний сфинктер пищевода тонически сокращён и расслабляется в процессе глотания. Вместе с тем верхний пищеводный сфинктер и область глотки имеют анатомические особенности, отличающие их от тела и НПС и оказывающих явное влияние на проведение манометрии. Они выполнены поперечно-полосатой мускулатурой, поэтому мышечные сокращения значительно стремительнее, чем у гладкой мускулатуры дистального отдела пищевода.